# Ikaros Bigi
Ikaros I. Bigi (* 22. August 1947 in München) ist ein deutscher theoretischer Elementarteilchenphysiker.
Bigi studierte an der Ludwig-Maximilians-Universität München (Diplom 1973), der Universität Oxford, der Universität Pavia und der Stanford University. 1977 wurde er in München promoviert und 1984 an der RWTH Aachen habilitiert. Seit 1988 ist er Professor an der University of Notre Dame du Lac. Er war auch am SLAC, am CERN, der University of Oregon, dem Fermilab und dem Max-Planck-Institut für Physik in München.
Bigi beschäftigte sich mit der Phänomenologie des Standardmodells der Elementarteilchen und darüber hinausgehende Physik. Insbesondere beschäftigte er sich mit Anthony Sanda mit der CP-Verletzung im B-Meson-System. Die CP-Verletzung wurde zuerst 1964 im K-Meson-System entdeckt, aber von Bigi und Sanda 1980 auch im B-Meson-System vorhergesagt, was 2001 experimentell bestätigt wurde – in den sogenannten „B-Meson-Fabriken“ am SLAC in Stanford (BaBar) und KEK in Japan (BELLE).
2004 erhielt er mit Sanda den Sakurai-Preis und wurde Fellow der American Physical Society.

## Schriften
- mit Sanda „CP Violation“, Cambridge University Press 1999

## Verweise
1. ↑  Bigi, Ikaros I.Y. Author profile. INSPIRE-HEP, abgerufen am 17. Juli 2019 (englisch).
2. ↑  I.I. Bigi, A.I. Sanda, Nuclear Physics, B, Bd. 193, 1981, S. 85

| Personendaten    | Personendaten      |
| ---------------- | ------------------ |
| NAME             | Bigi, Ikaros       |
| ALTERNATIVNAMEN  | Bigi, Ikaros I.    |
| KURZBESCHREIBUNG | deutscher Physiker |
| GEBURTSDATUM     | 22. August 1947    |
| GEBURTSORT       | München            |